# Грошени (Арад)
Грошени (рум. Groșeni) насеље је у Румунији у округу Арад у општини Аркиш. Oпштина се налази на надморској висини од 246 m.

## Становништво
Према подацима из 2002. године у насељу је живело 877 становника.

### Попис2002.
| Расподела становништва по националности 2002.‍ | Расподела становништва по националности 2002.‍ | Расподела становништва по националности 2002.‍ | Расподела становништва по националности 2002.‍ | Расподела становништва по националности 2002.‍ |
| --------------------------------------------- | --------------------------------------------- | --------------------------------------------- | --------------------------------------------- | --------------------------------------------- |
|                                               |                                               |                                               |                                               |                                               |
| Румуни                                        | Румуни                                        |                                               | 792                                           | 90,7%                                         |
| Роми                                          | Роми                                          |                                               | 75                                            | 8,6%                                          |
| Украјинци                                     | Украјинци                                     |                                               | 6                                             | 0,7%                                          |